# 穆相
穆相（1488年—？），字伯寅，陝西西安府三原縣人，民籍，明朝政治人物。

## 生平
正德八年（1513年）癸酉科陝西鄉試第二十九名舉人。正德十六年（1521年）中式辛巳科會試第二百六十一名，登第三甲第七十五名進士。授沂水知縣，嘉靖四年（1525年）十月選授浙江道監察御史，巡视東城，巡三关，筑隘口四百五十七，置器械三万馀，断囚八百馀案。巡按山西，开沁水以通沟洫，又疏清源、太原渠，招降青羊山巨盗。复巡按江西，以劳成疾，卒于官。

## 家族
曾祖穆喜；祖父穆容，曾任御史；父穆珊，母馮氏。重庆下。